# Волна преступности (фильм, 1985)
«Волна́ престу́пности» (англ. Crimewave) — фильм американского режиссёра Сэма Рэйми. Снят в США в 1985 году по сценарию братьев Коэн в характерной стилистике смешения жанров (детектив, триллер, комедия). В ряде источников фильм называется «Разбитые сердца и носы» (англ. Broken Hearts And Noses) или «Азбука убийства» (англ. The XYZ Murders).

## Сюжет
История начинается и завершается рассказом от лица героя — Вика Аякса (Рид Берни), ожидающего на электрическом стуле исполнения вынесенного ему смертного приговора и вспоминающего цепочку невероятных событий, которые привели к такому финалу. Он — восторженный, но несколько туповатый молодой человек, специалист по охранным системам компании «Тренд-Обегард Секьюрити». Мистер Тренд (Эдвард Р. Прессман), один из совладельцев, нанимает двух киллеров для ликвидации своего компаньона. Эта пара карикатурных персонажей Краш (≈Громила, Пол Л. Смит) и Коддиш (≈Хамло, Брайон Джеймс), бывших дератизаторов, исполняет заказ. По стечению обстоятельств, сопровождающихся нелепыми случайностями, драками, погонями, объяснениями в любви, обвинение в убийстве ложится на Вика.

## В ролях
- Рид Берни — Вик Аякс
- Брюс Кэмпбелл — Ренальдо «Мерзавец»
- Пол Л. Смит — Фэрон «Громила»
- Брайон Джеймс — Артур «Хамло»
- Люси Лейсер — Хелен Тренд
- Эдвард Р. Прессман — Эрнест Тренд
- Шири Дж. Уилсон — Нэнси
- Ричард Брайт — офицер Бреннан
- Эмил Ситка — полковник Роджерс

## Процесс съёмок и последующего проката
Съёмки фильма финансировали компания Embassy Pictures, лично Сэм Рэйми, актёр Брюс Кэмпбелл и сопродюсер Роберт Таперт (принимали также активное участие в съёмках в качестве соавторов режиссёра), сторонние инвесторы: ассоциация владельцев продуктовых магазинов и ассоциация дантистов Мичигана. Роль Виктора Аякса первоначально была предложена Кэмпбеллу, но руководство студии передала её Риду Берни. Embassy Pictures настаивала на привлечении именитых актёров, но при зарплатной части бюджета в 2.5 млн долларов это было не реально. Кроме того, они постоянно требовали снижения расходов, сокращения сценария, полного своего контроля за процессом производства. В период завершения съёмок и монтажа фильма студия ограничила участие Кэмпбелла только его актёрским вкладом, отказав в дальнейшем финансировании его услуг как соавтора фильма. Музыка Сэма Рэйми была заменена на композиции приглашённого Джозефа ЛоДюка, принят новый редактор для сокращения окончательной версии картины. Были проблемы и кроме давления со стороны Embassy Pictures: актриса Люси Лейсер (по утверждению Кэмпбелла употреблявшая кокаин) со скандалом выгнала визажиста и самостоятельно (и чрезвычайно небрежно) накладывала грим; Брайон Джеймс регулярно громил свой гостиничный номер, изгоняя преследующих его призраков.
Фильм ожидал кассовый провал. При объявленном бюджете в 3 000 000 долларов, в первые выходные проката сборы в США составили 3 571 доллар и к 1986 году едва превысили 5 000 долларов. Чуть более успешным оказался прокат в Германии (около 200 000 долларов).

## Критика
- Киносайт «Сelluloid Dreams» (Великобритания): «Сюжет часто пропадает без вести, есть несколько необъяснимых его поворотов и сцен…Сценарий разочаровывает, несколько приколов срабатывают, но это всё, что заметно из талантов братьев Коэн».[4]
- Интернет ресурс «Dave’s Film & DVD Reviews» (США): «Это действительно очень глупый фильм. Сделанный с очевидной данью уважения к <героям мультфильмов> Looney Tunes, „Волна преступности“ пытается на каждом шагу увлечь сумасбродным, динамичным действием мультфильма, но редко достигает этой цели. При всей хаотичности фильм остаётся затянутым».[5]
- Российский фан-сайт братьев Коэн со ссылкой на Variety: «Кино производит впечатление скорее раскадрованного, чем срежиссированного, и, несмотря на то что все хорошо отработали, фильм выглядит довольно дёшево, и его воздействие испаряется сразу же после финального затемнения. Впрочем, смешных моментов достаточно, чтобы сделать фильм приемлемо забавным зрелищем».[6]